# ノースロップ
ノースロップ（Northrop Corporation）は、アメリカ合衆国で創業した航空機メーカーである。1994年にグラマンと合併して、ノースロップ・グラマンになった。

## 沿革
ノースロップの創業者、ジャック・ノースロップ（John "Jack" Knudsen Northrop、1895年 – 1981年）は、自分の名前をつけた会社を3度設立している。
最初はロッキードからの独立後1927年に設立したノースロップエアクラフト（Northrop Aircraft Corporation）であるが、1929年にユナイテッド・エアクラフト（United Aircraft and Transport Corporation）に吸収された。親会社がカンサスに移るとジャック・ノースロップはドナルド・ダグラスと協同でノースロップ（Northrop Corporation）をカルフォルニアに設立した。1937年にダグラスと別れて、工場はダグラス（後マクドネル・ダグラス）の工場になった。
1939年に再び設立された第二次ノースロップ（Northrop Corporation）は、彼の死後1994年まで継続しグラマンと合併した。1940年代にいくつかの先進的な無尾翼機の開発を行なっている。
なお、世界最大の翼竜であるケツァルコアトルスのタイプ種には、ノースロップの功績を称えてケツァルコアトルス・ノルトロピ（Quetzalcoatlus northropi）という学名がつけられている。

## 機体リスト
ノースロップ・エアクラフト
- アルファ
- ベータ

ノースロップ（第一次）
- ガンマ
- A-17 ノーマッド
- BT-1 艦上急降下爆撃機
- XBT-2 - 艦上急降下爆撃機
- デルタ

ノースロップ（第二次）
- N-3PB
- P-61 ブラック・ウィドー
- YB-35
- XP-56 ブラック・バレット
- XP-79 フライング・ラム
- YB-49
- N-32レイダー
- F-89 スコーピオン
- X-4 バンタム
- F-5 フリーダムファイター
- T-38 タロン
- YA-9 - 試作のみ
- YF-17 コブラ - 試作のみ（F/A-18 ホーネットの原型機）
- F-20 タイガーシャーク - 試作のみ
- B-2 スピリット
- YF-23（マクダネル・ダグラスと共同開発） - 試作のみ